# Bolhák

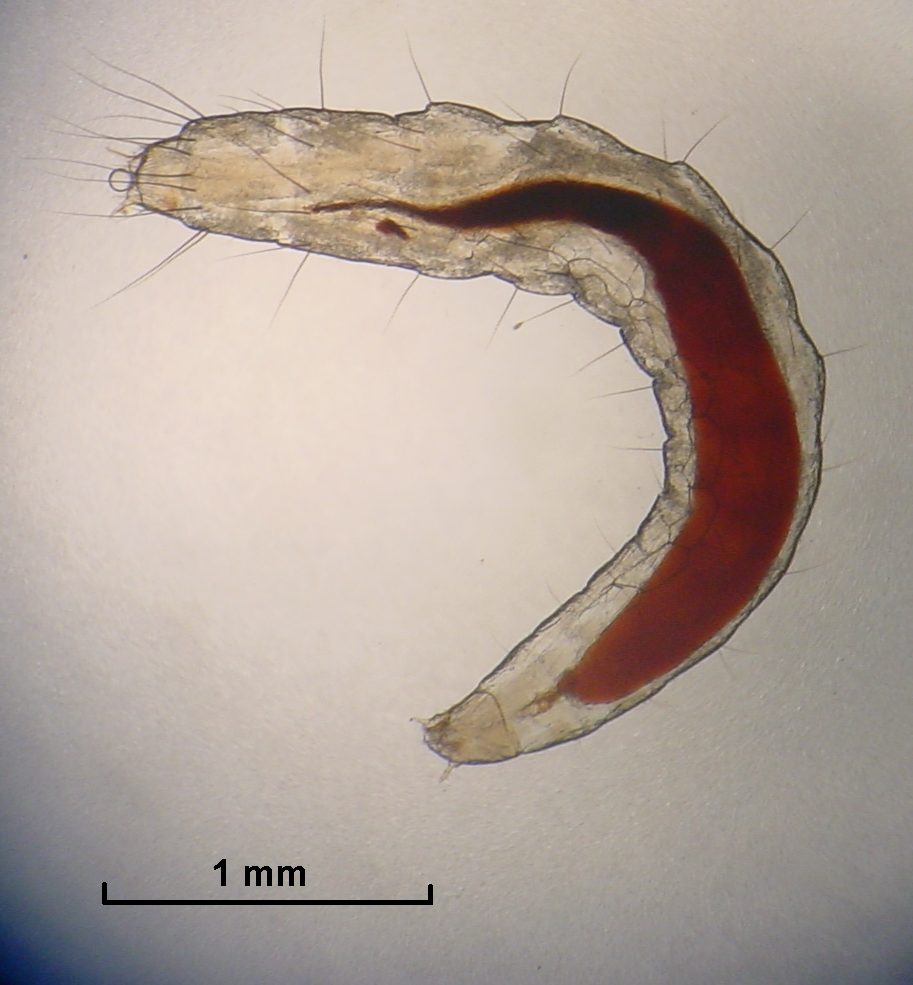
a bolhák lárvái a nyüvekre hasonlítanak

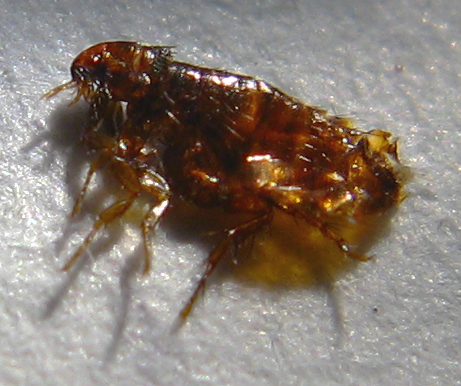
Macskabolha

A bolhák (Siphonaptera) a rovarok (Insecta) osztályába tartozó rend.
Madarakon és emlősökön élősködő rovarok. A világon mintegy 2000 faj ismert, közülük a Magyarországon 1992-ig 82 fajt írtak le.

## Megjelenésük, felépítésük
1–4 mm nagyságú sötétbarna, szárnyatlan rovarok. Testük oldalról lapított, fejük kicsi, szájszerveik szúrásra és vérszívásra módosultak. Szívókájukat a felső állkapocs és a felső ajak alkotja, az alsó állkapocs (maxilla) pedig késszerű és a bőr átvágására szolgál. A hátsó pár lábuk erőteljes ugróláb, a testmérethez képest hatalmas ugrásokat tesz lehetővé.
Lárváik lábatlanok, rágó szájszerveik vannak, a legyek nyűveire emlékeztetnek, de testük sörtézett.

## Életmódjuk, élőhelyük
A kifejlett állatok vérrel táplálkoznak.
A lárvák nem szívnak vért, hanem a gazdaállat fészkében, odújában élnek és szerves törmelékkel táplálkoznak. Több fajnál is ismert, hogy a szaporodási időszakban a kifejlett bolhák rendkívüli vérmennyiséget szívnak, és emésztetlen, alvadt vért ürítenek, a lárvák ezt fogyasztják.
A bolhafajok egy része csak vérszíváskor keresi fel a gazdaállatot, és gyakran annak fészkében, odújában élnek.

### Egyedfejlődésük
A nőstények elsősorban a gazdaállat fészkében, odújában (olykor lakásban, a padló repedéseibe, porba vagy szemétbe) rakják le petéiket. A gazdaállatok testére rakott peték is rövid időn belül ide hullanak. A peték tojás alakúak, szürkésfehérek, kb. 0,5 mm nagyságúak. A lárvák 2-12 nap múlva kelnek ki, 9-15 nap alatt, két vedlés után kokont szőnek maguk köré és bábozódnak. A bábállapot mintegy 4-14 napig, de olykor akár több hónapig is tarthat. Három-négy évig is életben maradhatnak, jól bírják az éhezést, bár ha tehetik, naponta szívnak vért.

## Rendszerezésük
A rendbe az alábbi alrendágak, öregcsaládok és családok tartoznak

### Ceratophyllomorpha
A Ceratophyllomorpha alrendágba az alábbi öregcsalád és családok tartoznak:
- Ceratophylloidea- 4 család
  - Ceratophyllidae – bolhák, főként az Amphipsyllidae rágcsálókhoz társulva
  - Leptopsyllidae – patkány és egér bolhák
  - Ischnopsyllidae – denevér bolhák
  - Xiphiopsyllidae

### Hystrichopsyllomorpha
A Hystrichopsyllomorpha alrendágba az alábbi öregcsaládok és családok tartoznak:
- Hystrichopsylloidea – 2 család
  - Hystrichopsyllidae
  - Chimaeropsyllidae

- Macropsylloidea – 1 család
  - Macropsyllidae

- Stephanocircidoidea – 2 család
  - Stephanocircidae

### Pygiopsyllomorpha
A Pygiopsyllomorpha alrendágba az alábbi öregcsalád és családok tartoznak:
- Pygiopsylloidea – 2 család
  - Pygiopsyllidae
  - Stivaliidae

### Pulicomorpha
A Pulicomorpha alrendágba az alábbi öregcsalád és családok tartoznak:

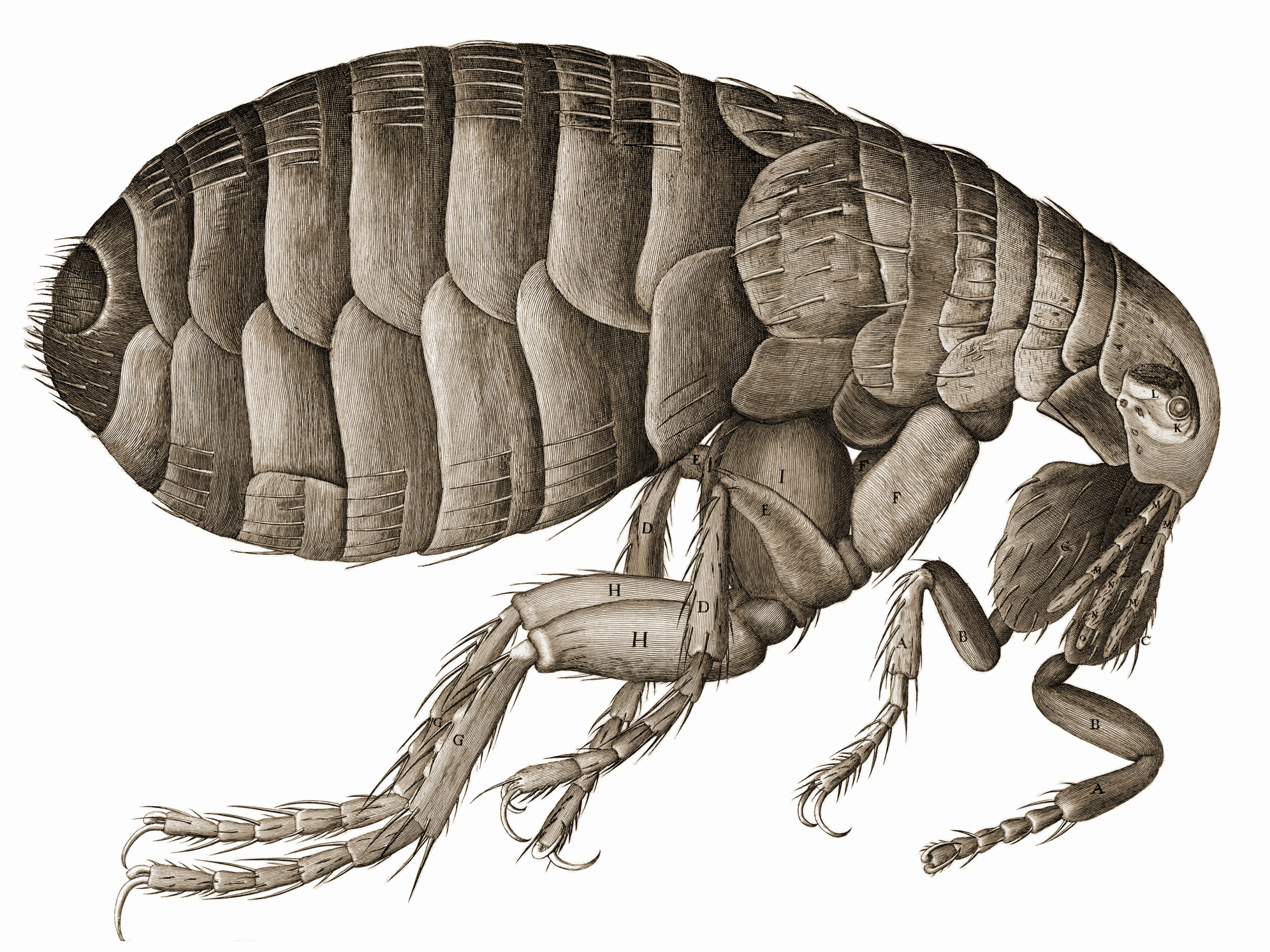
Emberbolha (Pulex irritans), Robert Hooke rajza

- Pulicoidea – 2 család
  - Pulicidae
  - Tungidae

- Malacopsylloidea – 2 család
  - Malacopsyllidae
  - Rhopalopsyllidae

- Vermipsylloidea – 1 család
  - Vermipsyllidae

- Coptopsylloidea – 1 család
  - Coptopsyllidae

- Ancistropsylloidea – 1 család
  - Ancistropsyllidae

## Jelentős fajok
Az emberbolha (Pulex irritans) vöröses vagy sötétbarna, csaknem fekete színű és 0,2–0,4 cm hosszú. Fejének oldaláról hiányzik a többi bolhára jellemző, kemény kitines fogakból álló „fésű”, szeme aránylag nagy, lábai pedig erősen sörtézettek. Bábja tojás alakú, kezdetben fehér, majd sötét színű. Sertésen és emberen egyaránt élősködik.
A kutyabolha (Ctenocephalides canis) és a macskabolha (Ctenocephalides felis) fejének és előtorának oldalán tüskévé módosult sörtékből álló „fésű” segíti a szőrzetben mozgást. Életmódjuk hasonló az előbbihez. Az utóbbi faj hazánkban gyakrabban fordul elő embereken, mint az emberbolha.

## Terjesztett betegségek

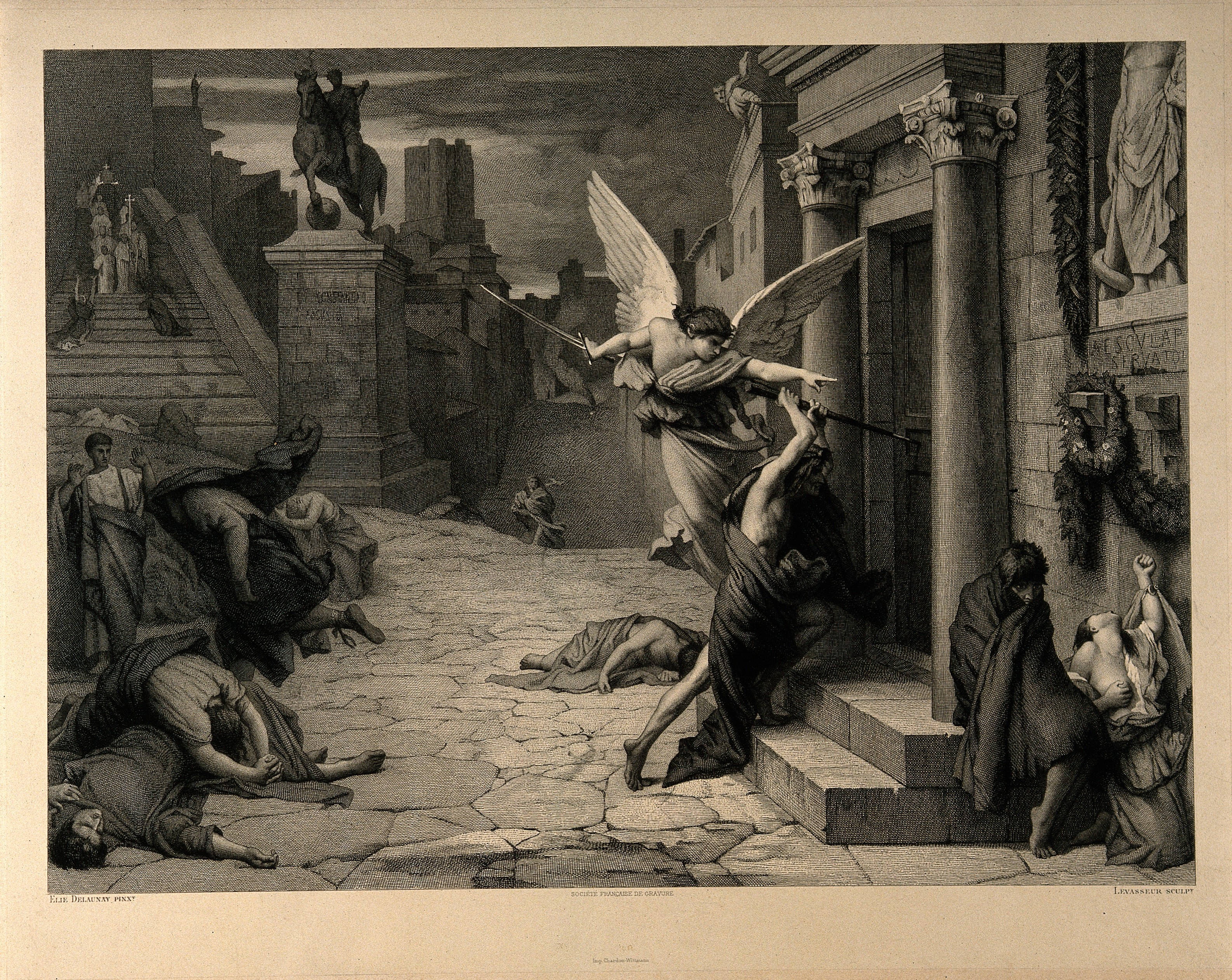
Pestis megjelenítése a művészetben

A keleti patkánybolha (Xenopsylla cheopis) a bubópestis terjesztésével olykor az emberi történelmet is befolyásolta. A pestis ma is jelentős veszély például Közép-Ázsiában.
A kutyabolha és a macskabolha az emberen is képes vért szívni, és ezáltal különböző fertőző betegségeket terjesztenek. Nyáluk allergiás reakciót válthat ki. A kutya- és a macskabolha köztes gazdája egyes galandférgeknek, melyek az embert is veszélyeztethetik. Terjeszti továbbá a „macskakarmolásos betegség” kórokozóját.